# Winthrop, Maine
Winthrop är en kommun (town) i Kennebec County i Maine. Orten fick sitt namn efter John Winthrop som var guvernör i Massachusetts Bay-kolonin. Enligt 2010 års folkräkning hade Winthrop 6 092 invånare.

## Kända personer från Winthrop
- Samuel P. Benson, politiker